# Эрмита
Эрмита — район в Маниле. Расположенный в центральной части города, район является важным центром финансов, образования, культуры и торговли. Эрмита служит общественным центром города, в котором находится городское правительство и проходит большая часть рабочих, деловых и развлекательных мероприятий.
В Эрмите располагаются частные и государственные учреждения, музеи и университеты. Здесь также находятся известные туристические достопримечательности и достопримечательности, в частности парк Рисаля, главный национальный парк Филиппин.
Первоначально Эрмита и соседний с ним район Малате были роскошными районами для высшего общества Манилы в начале XX века, где когда-то стояли большие грандиозные особняки. К сожалению, Эрмита и её окрестности подверглись сильным бомбардировкам и были разрушены во время Второй мировой войны после того, как она стала полем битвы во время Манильской резни. После войны Эрмита и её район-побратим Малате подверглись коммерциализации, что привело к превращению обширного престижного пригорода в коммерческий район.

## История

### Испанская эпоха (1569—1898)

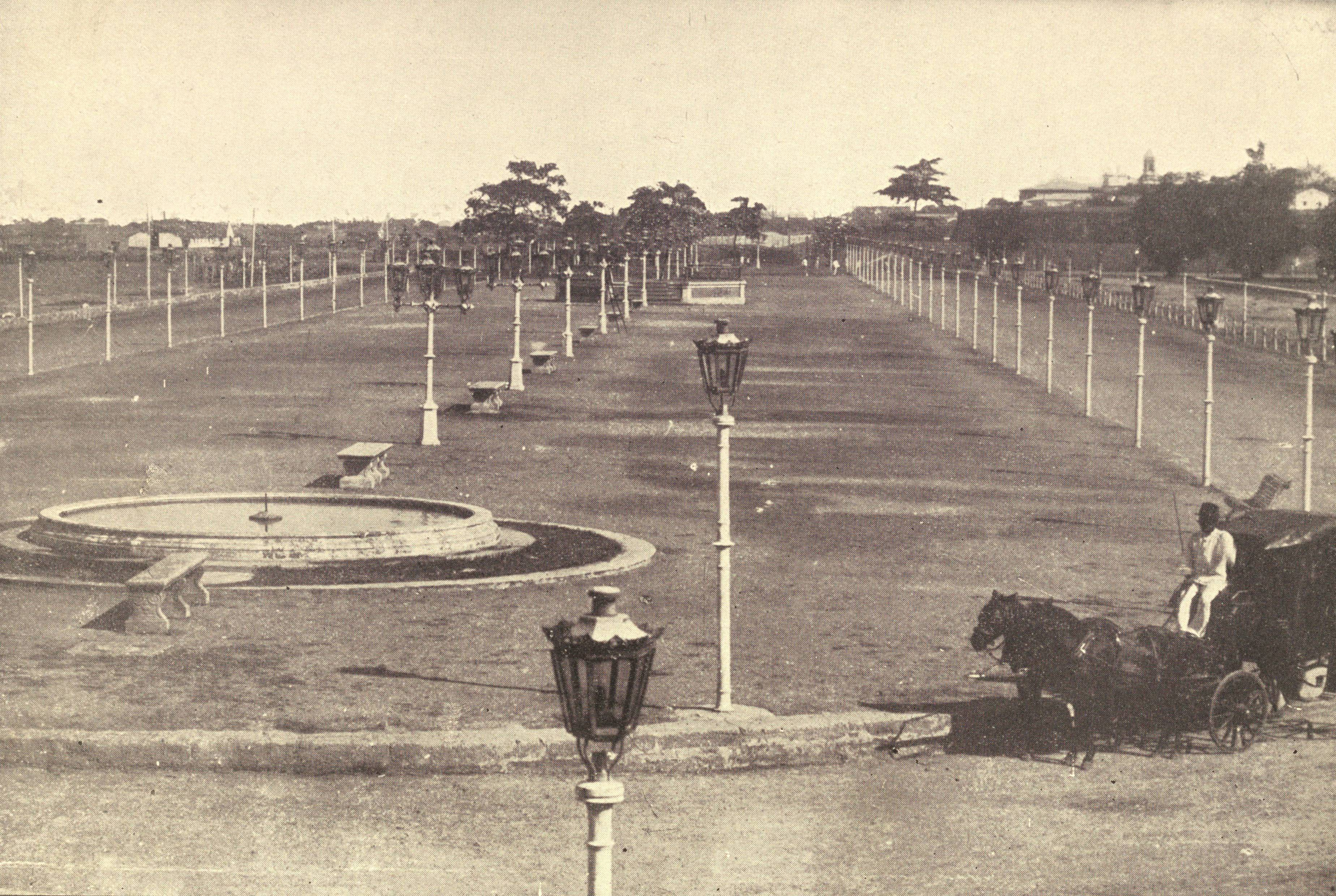
Набережная Лунета в конце 1890-х гг.

В доиспанские времена он был первоначально известен как Lagyo на тагальском языке. Это отражено в первой записи о барангае 1582 года:
На побережье недалеко от Манилы находятся Лагуо, Малахат, Лонгало, Паланьяк, Вакол, Минакая и Кавите. Все эти деревни находятся по соседству с Кавите и принадлежат Его Величеству, которому они платят дань.Мигель де Лоарка, Relacion de Yslas Filipinas (1582 г.)
Лагио был переименован в XVII веке в La Hermita, что в переводе с испанского означает «скит», после того, как в этом районе проживал мексиканский отшельник, и на этом месте был построен скит с изображением Девы Марии, известный как Нуэстра-Сеньора-де-Гия (Богоматерь-Наставница) . С тех пор скит превратился в церковь Эрмита, которая с начала XVII века несколько раз перестраивалась. Во время испанской эвакуации Тернате, 200 семей смешанного мексиканско-филиппинско-испанского и папуасско-индонезийско-португальского происхождения, которые правили христианизированным султанатом Тернате, в том числе их султан, который обратился, был переселен в Тернате, Кавите и в Эрмиту.
К XIX веку, хотя он все еще считался arrabal, который относится к сельской местности, расширение городов постепенно достигло северной части района, в основном из-за развития Лунеты, также называемой Багумбаян, в качестве набережной на побережье Манильского залива. В этом районе также была построена Манильская обсерватория отцом Федерико Фаурой в начале 1890-х годов, и когда-то она располагалась на улице, теперь переименованной в его честь. В Эрмите был создан креольский язык на основе мексиканского испанского под названием Эрмитеньо, который в конечном итоге вымер после разрушений Второй мировой войны, хотя у него есть сохранившийся родственный язык Кавитеньо.

### Американская оккупация и Содружество (1900—1944)

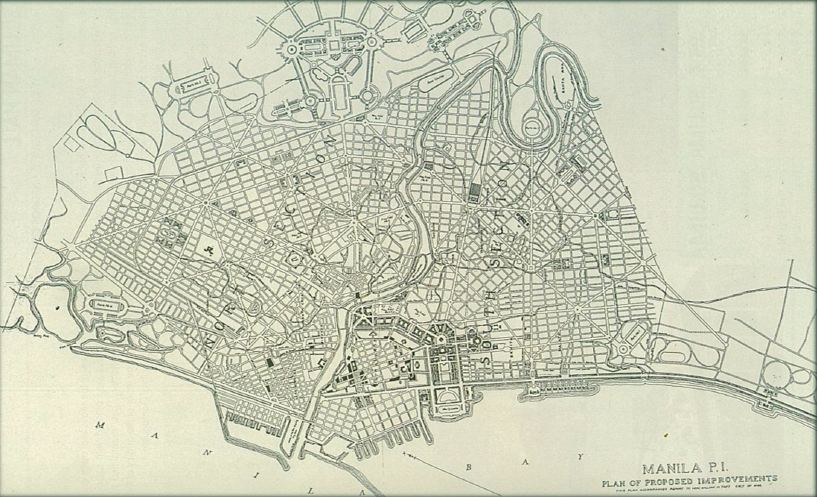
План Манилы Бёрнема, 1905

Эрмита вновь приобрела известность в эпоху американского управления и Содружества. В рамках Движения Даниела Бёрнема City Beautiful в начале 1900-х годов район Эрмита вместе с прилегающими районами к Интрамуросу претерпел радикальную перестройку из окраины в городские районы. В 1901 году Эрмита была поглощена городом Манила, когда его границы были расширены за пределы обнесенного стеной Интрамуроса.
Бернхэм предполагал, что район, особенно в северной части, станет центром правительства Филиппин, перестроив Лунету в большой парк по образцу Национальной аллеи в Вашингтоне. Также там планировалось разместить правительственные здания, такие как законодательная, исполнительная и судебная власти. Предлагаемый Филиппинский Капитолий также планировалось построить на восточной оконечности парка Лунета, но так и не было реализовано.
Он также стал известен как университетский район, содержащий кампусы и общежития Филиппинского педагогического университета, Филиппинского университета, Атенео-де-Манила, Университета Адамсона, Успенского колледжа и колледжа Святого Павла. Жилая часть Эрмиты была заселена американскими жителями, которые создали такие заведения, как Клуб армии и флота и Университетский клуб.
Помимо университетов и развлекательных клубов район Эрмита, а также прилегающий к нему район Малате, которые оказались обращены к Манильскому заливу, когда-то были домом для высшего общества Манилы и были заполнены большими позолоченными особняками. Раньше самые богатые семьи Манилы жили в пригородах-близнецах.
Одной из примечательных построек был Insular Ice Plant, который был спроектирован архитектором-консультантом Эдгаром К. Борном, который также был главой Архитектурного бюро в 1902 году (при филиппинской комиссии).

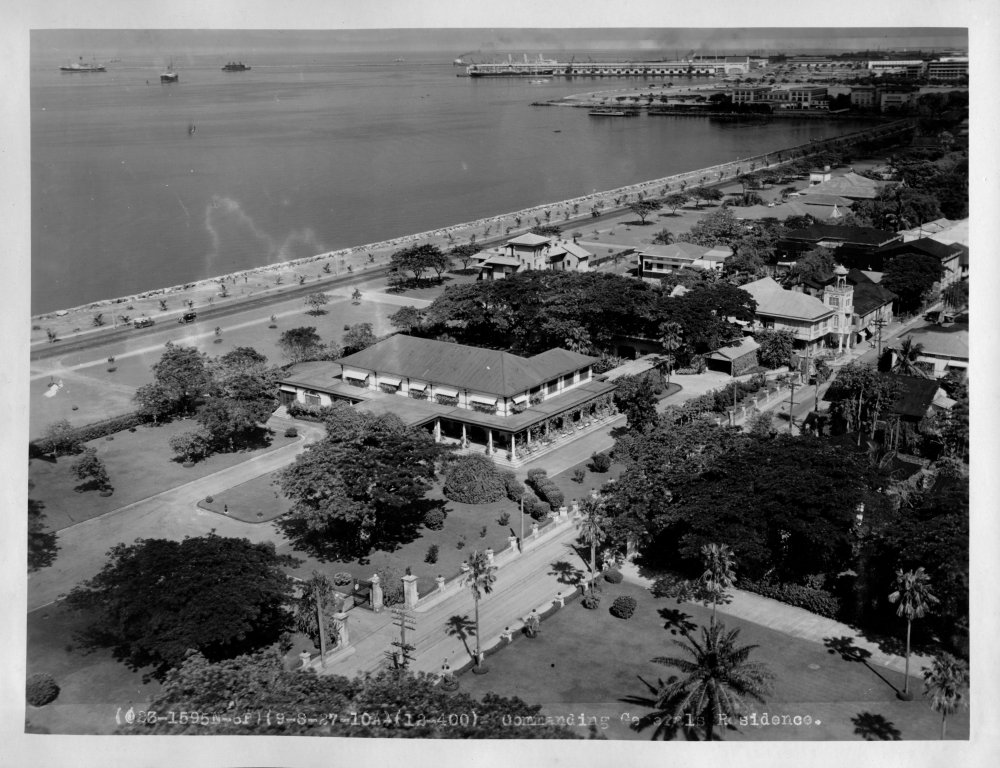
Вид с воздуха на район Эрмита с видом на Манильский залив.

### Вторая мировая война (1942—1945)
В феврале 1945 года, во время битвы за Манилу, Эрмита стала ареной одной из самых ужасных массовых убийств, произошедших во время Второй мировой войны. Жена и четверо детей будущего президента Эльпидио Кирино были убиты в Эрмите, как и заместитель судьи Верховного суда Анаклето Диас. От 68 % до 85 % Эрмиты было разрушено во время битвы при Маниле, при этом в самом городе было убито около 100 000 филиппинских мирных жителей.

### Послевоенная эпоха (1946-н.в.)
После войны район постепенно превратился из жилого в коммерческий район, поскольку высшие классы перебрались в другие города, такие как Кесон-Сити и Макати.
Эрмита была восстановлена после разрушений войны. Университетская жизнь в ней кипела. Однако по прошествии десятилетий Эрмита стала приобретать репутацию квартала красных фонарей Манилы. Во время первого срока мэра Альфредо Лима, 1992—1998, были предприняты усилия, чтобы «очистить» имидж и репутацию Эрмиты. Однако постановление местного города, запрещающее создание мотелей, ночлежных домов и других подобных заведений, позже было признано Верховным судом неконституционным. В результате усилий по очистке ночная жизнь в этом районе сократилась, хотя позже она возобновилась благодаря появлению соседнего района Малате и усилия по возрождению бульвара Рохас вдоль Манильского залива.

## Доступность
До района можно напрямую добраться по основным дорогам, таким как бульвар Рохас, улица Падре Бургос, проспектам Тафта и Организации Объединённых Наций. Автовокзал Лоутона Park N Ride, главный узел общественного транспорта города, расположен в районе вдоль улицы Падре Бургос.
Транзитная система легкорельсового транспорта Манилы (LRT-1) следует за проспектом Тафта и останавливается на трёх станциях, расположенных в Эрмите, Центральной конечной станции, станции Организации Объединённых Наций и станции Педро Хиля.

## Объекты

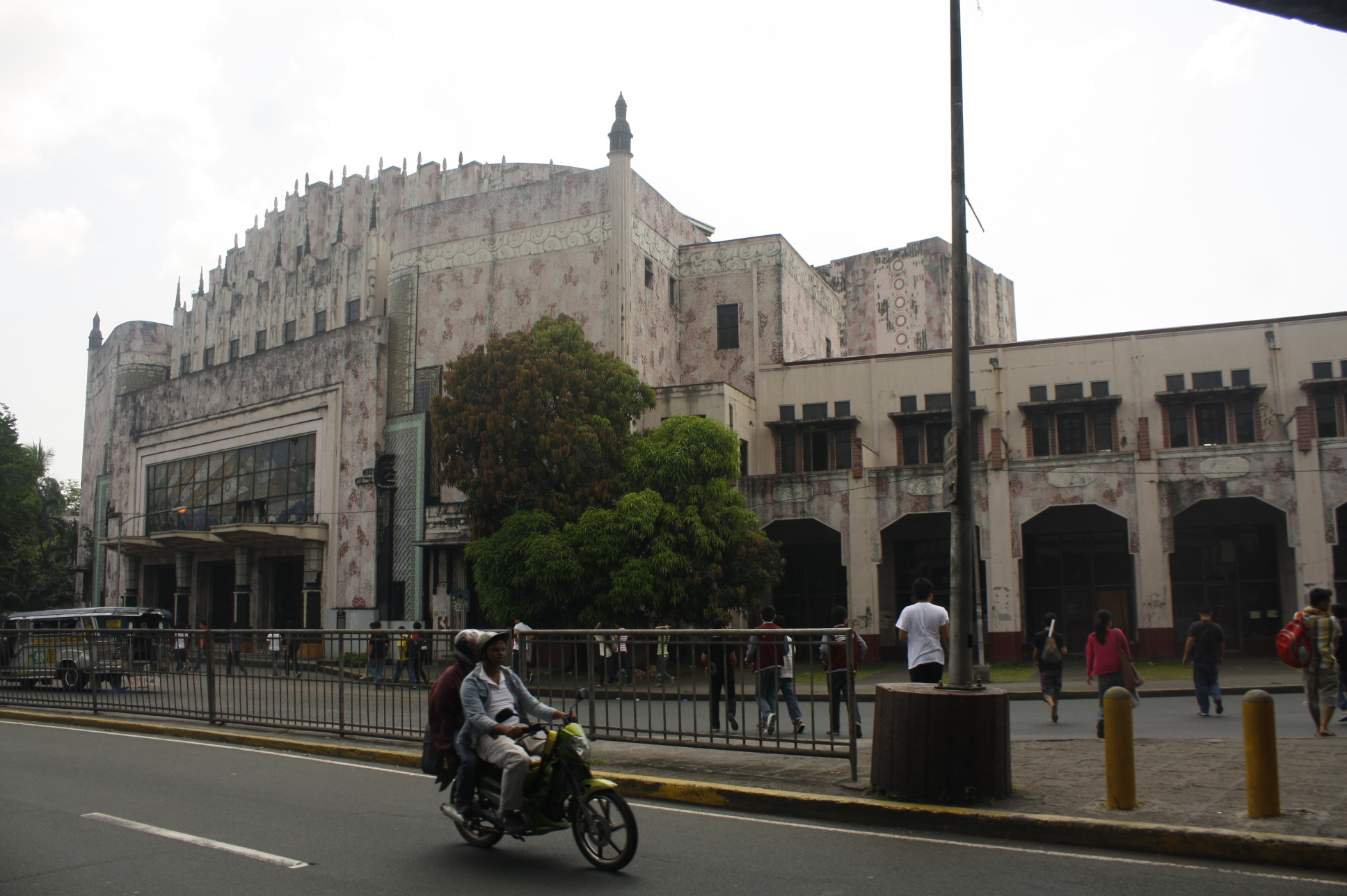
Метрополитен-театр Манилы на улице Падре Бургос

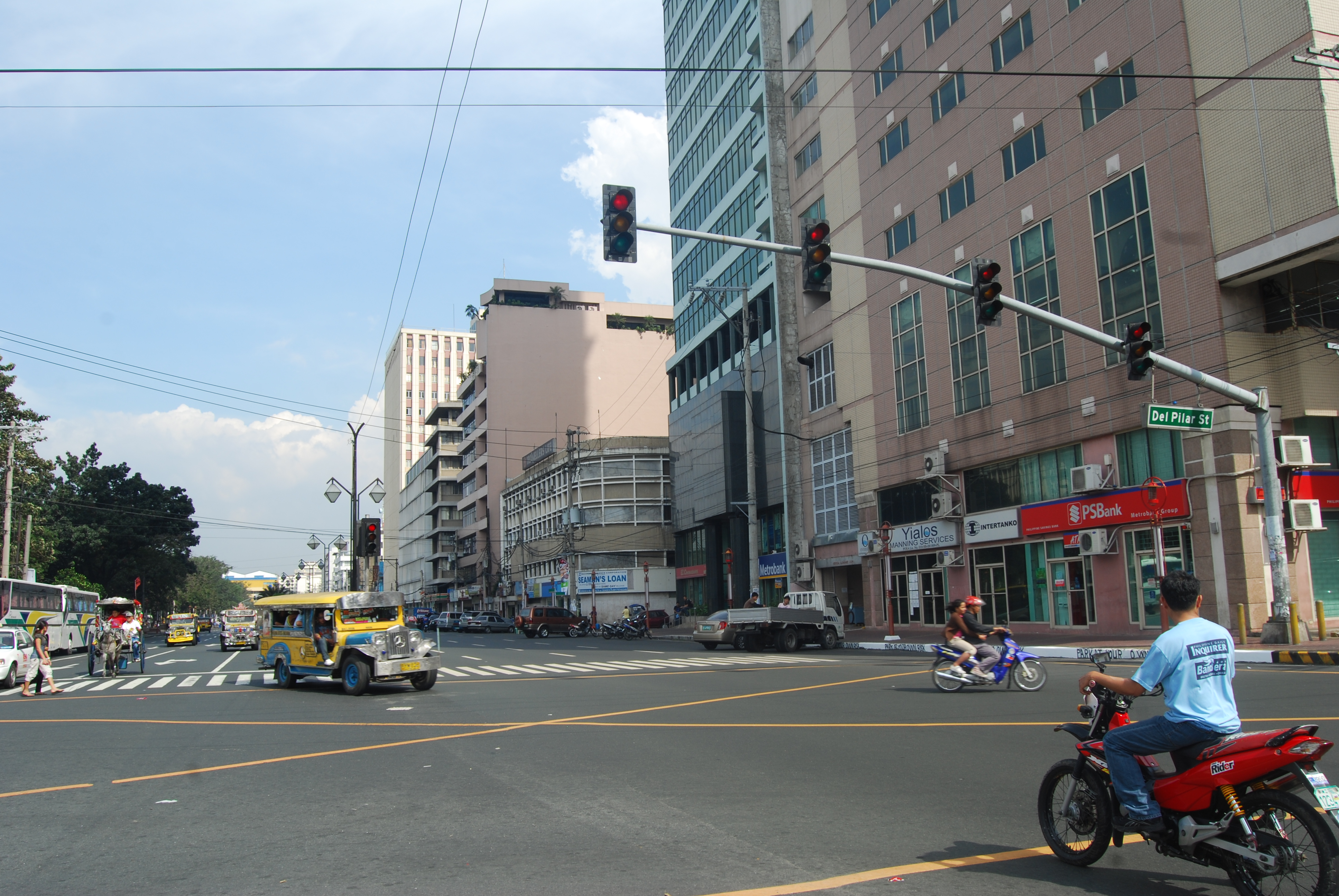
Калав-авеню к югу от парка Рисаля

### Рекреация
Парк Рисаля, самый широкий открытый городской общественный парк в стране, где находится памятник национальному герою Хосе Рисалю, является отличительной чертой Эрмиты. Это было первоначальное место для запланированного Бёрнемом правительственного центра и здания Капитолия. Другие достопримечательности Эрмиты включают:
- Национальный музей изящных искусств
- Национальный музей антропологии
- Национальный музей естественной истории
- Национальная библиотека Филиппин
- Национальный архив Филиппин
- Музей Памбата
- Трибуна Кирино
- Манильский океанариум
- Ливасанг Бонифасио
- Лесопарк Арросерос
- Мемориал Бонифасио
- Сад Механ
- Метрополитен Театр
- Отель Манила
- Масонский храм Эрмиты
- Филиппинская независимая церковь
- Церковь Сан-Висенте-де-Пауль
- Церковь Эрмита
- Главный Филиппинский госпиталь, крупнейшая больница страны

### Образование
В Эрмите также находится ряд учебных заведений, в том числе:
- Университет Филиппин, Манила
- Университет Адамсона
- Колледж Эмилио Агинальдо
- Колледж Санта-Исабель
- Филиппинский педагогический университет
- Технологический университет Филиппин
- Университет Манилы (бывший Городской колледж Манилы)
- Средняя школа естественных наук Манилы
- Средняя школа Араульо

## Язык
Язык эрмитаньо (также называемый эрмитеньо или чабакано де Эрмита) является лингвистической вариацией испанского креольского языка чабакано, на котором говорит определённая группа людей в этой местности. В конце 1980-х — начале 1990-х годов в Маниле было всего два носителя эрмитеньо: бабушка и её внук-подросток. В отчёте студентов-лингвистов, сделанном Филиппинским университетом, была возможность взять интервью у этих двух человек и сделать заметки об этом предположительно вымершем языке. Несмотря на то, что он классифицируется как вымерший язык, вероятно, есть несколько носителей языка, проживающих в основном в Маниле.